# 레겐스부르크 대학교
레겐스부르크 대학교(독일어: Universität Regensburg)는 독일 레겐스부르크에 위치한 공립 대학교이다. 1962년 7월 18일 바이에른주 의회에서 바이에른에서 네 번째로 본격적인 대학교로 설립되었다. 1965년 기공식을 가진 후, 이 대학교는 1967-1968년 겨울 학기 동안 공식적으로 학생들에게 문을 열었으며, 처음에는 법학과 경영학 및 철학 학부가 개설되었다. 1968년 여름 학기 동안 신학부가 설립되었다.
현재 레겐스부르크 대학교에는 11개의 학부가 설치되어 있다. 한국에서는 장호광 박사가 동문이다.

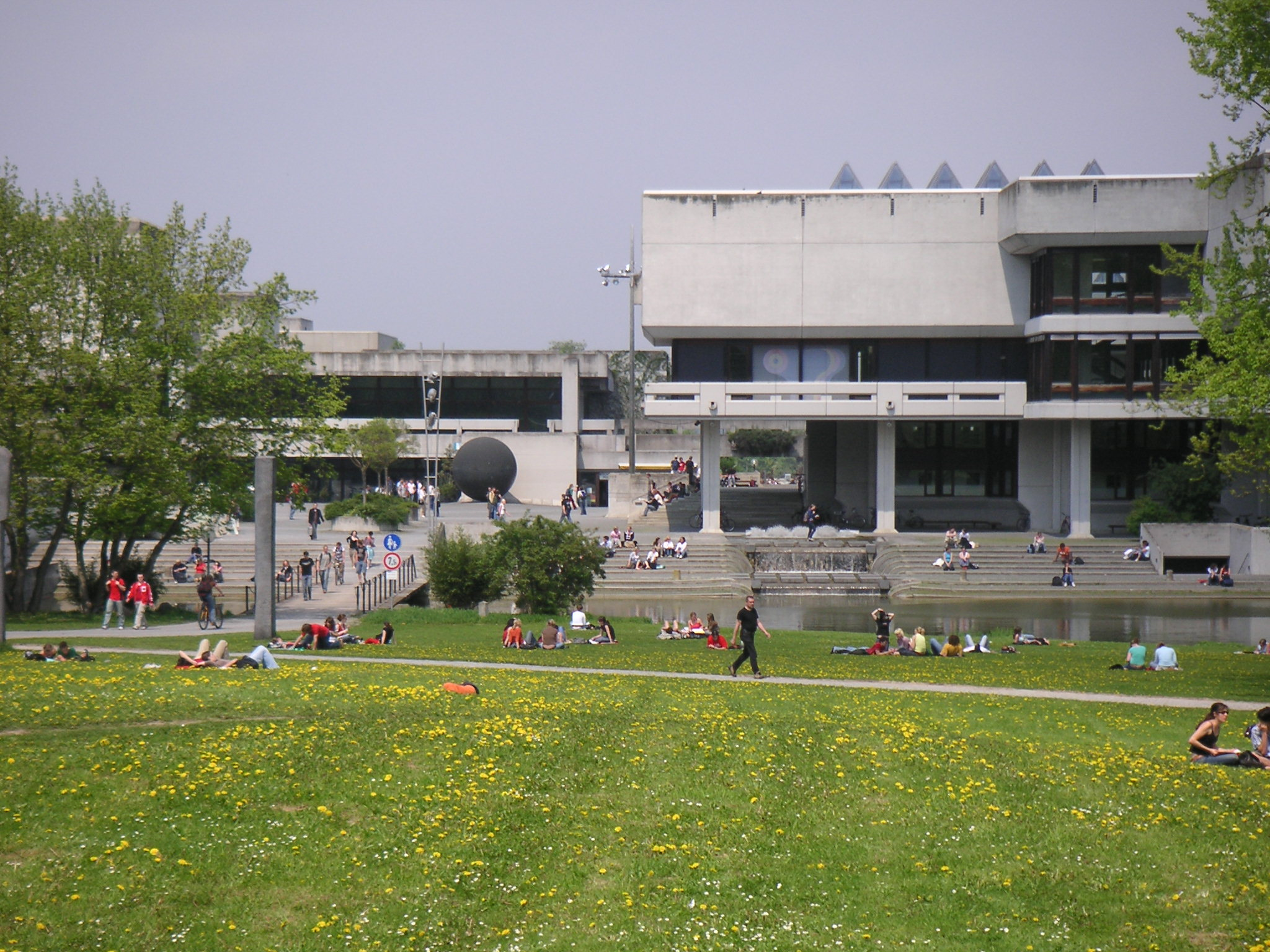
독일 레게스부르크 대학교 캠퍼스와 도서관